# Zoosfera
Zoosfera (gr. dzóon ‘zwierzę’, sphaira ‘kula’) – część biosfery zamieszkana i eksploatowana przez zwierzęta.